# 哈夫特蓋勒
哈夫特蓋勒是伊朗的城市，位於該國西南部札格羅斯山脈西部，由胡齊斯坦省負責管轄，距離首府阿瓦士約75公里，處於首都德黑蘭西南500公里，海拔高度312米，2006年人口14,735。